# Erlöserkirche (Tailfingen)
Die Erlöserkirche in Albstadt-Tailfingen ist eine evangelische Pfarrkirche, die 1952/1953 erbaut wurde.

## Geschichte
Schon während der 1930er Jahre wurde in Tailfingen „auf der Siedlung“ gebaut. Es gab günstige Häuser für Selbstversorger: mit Hühner- und Schweinestall. Auch die Gärten waren zur Selbstversorgung gedacht. Nach dem Zweiten Weltkrieg kamen dann viele Flüchtlinge nach Tailfingen.
Fanden zunächst Gottesdienste im Turnerheim statt, entstand nach und nach der Wunsch nach einer eigenen Kirche. 1952 wurde dann der Grundstein für die Erlöserkirche gelegt und schon am 29. November 1953 (1. Advent) konnte die Erlöserkirche eingeweiht werden. 1976 wurde der Eingang zum Pfarrhaus und Gemeindehaus verändert und 1986 war eine große Innen- und Außenrenovierung notwendig. Als letzte bauliche Tätigkeit wurde 1998 der Eingangsbereich zum Gemeindesaal erneuert.
Die Orgel aus dem Jahr 1954 wurde von der Orgelbaufirma Weigle mit zwei Manualen und 21 Registern erbaut.
Im Juni 2018 gab die Kirchengemeinde bekannt, die Erlöserkirche im Rahmen eines neuen Immobilienkonzepts mittelfristig verkaufen zu wollen. Bereits seit August 2018 befindet sich das zugehörige Pfarramt nicht mehr im Haus, sondern in der Liegnitzer Straße 38. Während im Gemeindesaal der Erlöserkirche noch zahlreiche Veranstaltungen stattfinden, feiert die Kirchengemeinde ihre Gottesdienste seit 2021 üblicherweise nur noch in der Pauluskirche. Das Gebäude der Erlöserkirche wurde an die Stadt Albstadt veräußert, die es der Kirchengemeinde noch bis Ende 2024 zur Verfügung stellt. Anschließend ist mit einem Abbruch zugunsten von neuer Wohnbebauung zu rechnen.
Mit Inkrafttreten des Pfarrplans 2024 entfällt die Pfarrstelle der Erlöserkirche mit dem Weggang von Pfarrer Christoph Fischer zum 31. Oktober 2023. Der bisher der Erlöserkirche zugeordnete Seelsorgebezirk Langenwand und Stiegel wird in Zukunft vom Pfarramt Pauluskirche betreut.

## Pfarrer
| Jahr      | Name                 | Bemerkung |
| --------- | -------------------- | --- |
| 1952–1960 | Adolf Kehrer         | |
| 1960–1965 | Friedrich Gölz       | |
| 1965–1975 | Emil Otto            | |
| 1975–1986 | Wolfgang Seybold     | |
| 1987–1989 | Reinhild Neveling    | |
| 1989–2017 | Ursula Hanna Scharpf | 2003 wurde das bis dahin separate Pfarramt Stiegel aufgelöst. Dessen Aufgaben wurden vom Pfarramt Erlöserkirche mit übernommen. |
| 2018–2023 | Christoph Fischer    | |